# José Valcázar Crespo
José Valcázar Crespo fue un militar español que participó en la Guerra civil.

## Biografía
Militar de carrera, pertenecía al arma de artillería. Tras el estallido de la Guerra civil se mantuvo fiel a la República. Para entonces ostentaba el rango de comandante de artillería. Durante la contienda llegó a mandar la artillería del Ejército de Extremadura y, desde diciembre de 1938, del Ejército de Andalucía. Llegó a alcanzar la graduación de coronel. Al final de la guerra fue detenido por los franquistas y condenado a muerte; la pena de muerte, sin embargo, sería conmutada.